# NGC 731
NGC 731 je eliptická galaxie v souhvězdí Velryby. Její zdánlivá jasnost je 12,1m a úhlová velikost 1,70′ × 1,7′. Je vzdálená 172 milionů světelných let, průměr má 85 000 světelných let. Galaxii objevil 10. ledna 1785 William Herschel. Pozdější pozorování Ormonda Stonea pravděpodobně této galaxie bylo duplicitně katalogizováno jako NGC 757. 